# Fanny Trylesinsky
Fanny Trylesinsky Berkowicz (* 24. Dezember 1954) ist eine uruguayische Politikerin und Wirtschaftswissenschaftlerin.
Trylesinsky erwarb 1981 einen Wirtschafts-Abschluss an der Fakultät für Wirtschaftswissenschaften und Verwaltung der Universidad de la República (UdelaR). Seit 1979 arbeitete sie dort auch als Dozentin. Im selben Jahr nahm sie eine Tätigkeit in der Abteilung für Ökonomische Statistik der Uruguayischen Zentralbank auf, die sie 1990 beendete. Ab August 1993 besetzte sie schließlich eine Professorenstelle  für Deskriptive Ökonomie an der UdelaR. Im selben Jahr nahm Trylesinsky ebenfalls eine Lehrtätigkeit im Bereich Ökonomie an der Universidad Católica del Uruguay auf. Sie war für das Nationale Haushalts- und Planungsbüro OPP beispielsweise bzlg. Reformen im Bereich der Sozialen Sicherheit beratend tätig. Die der Nuevo Espacio angehörende Trylesinsky saß zudem als stellvertretende Senatorin in der 45. Legislaturperiode für insgesamt neun Tage in der Cámara de Senadores.  Auch wirkte sie als Generaldirektorin für den Bereich Handel im Ministerium für Wirtschaft und Finanzen und Beraterin des Präsidentschaftskandidaten Guillermo Stirling. Im Jahr 2012 ist sie Dozentin an der Universidad ORT Uruguay und übt auch weiterhin eine Lehrtätigkeit an der Fakultät für Wirtschaftswissenschaften und Verwaltung der Universidad de la República aus.